# Konvergent følge
En konvergent følge er en talfølge {\displaystyle (a_{n})_{n\in \mathbb {N} }=(a_{1},a_{2},a_{3},\ldots ,a_{n},\ldots )}, som konvergerer mod et eller andet tal {\displaystyle a}, dvs. har dette {\displaystyle a} som grænseværdi; dette vil sige, at fra et eller andet sted i følgen ligger alle elementer vilkårligt tæt på {\displaystyle a}.
Formelt kan man sige, at talfølgen konvergerer mod {\displaystyle a}, hvis der til ethvert positivt tal {\displaystyle \varepsilon } (uanset hvor arbitrært lille) kan findes et naturligt tal {\displaystyle N}, således at for alle {\displaystyle n\geq N} vil afstanden {\displaystyle |a_{n}-a|} være mindre end tallet {\displaystyle \varepsilon }. Definitionen kan skrives kortfattet med kvantorer:
{\displaystyle \exists a\in \mathbb {R} \,\forall \varepsilon >0\,\exists N\in \mathbb {N} \,\forall n\in \mathbb {N} :n\geq N\Rightarrow |a_{n}-a|<\varepsilon }
En følge, der ikke er konvergent, kaldes divergent.